# José María Arguedas
José María Arguedas Altamirano (n. 18 ianuarie 1911 – d. 28 noiembrie 1969) e fost un romancier, poet și antropolog peruvian care a scris îndeosebi în limba spaniolă, deși unele poezii sunt și în limba quechua.